# Бойчак, Джонни
Джонни Бойчак (англ. Johnny Boychuk; 19 января 1984, Эдмонтон, Канада) — бывший канадский профессиональный хоккеист, защитник. Обладатель Кубка Стэнли 2011 в составе «Бостон Брюинз».

## Карьера

### Клубная Карьера
Бойчак был задрафтован в 2002 году клубом «Колорадо Эвеланш» под общим 61-м номером. До того, как быть задрафтованным, Джонни Бойчак играл за клуб Западной хоккейной лиги «Калгари Хитмен». Свой профессиональный дебют Бойчак сделал в клубе АХЛ «Херши Беарс» в сезоне 2004/05 во время локаута в НХЛ.
Следующие 4 сезона Бойчак провёл в структуре «Лавин», выступая за фарм-клуб в АХЛ.
Джонни Бойчак дебютировал в НХЛ за «Колорадо Эвеланш» 5 января 2008 года в матче с «Нью-Йорк Айлендерс». При этом Бойчак, будучи защитником, дебютировал в НХЛ на позиции крайнего нападающего.
24 июня 2008 года «Колорадо» обменял защитника на нападающего «Бостон Брюинз» Мэтта Хендрикса. Бойчак подписал контракт с фарм-клубом Бостона — «Провиденс Брюинз» — на сезон 2008/09 и уже в первую неделю был признан лучшим игроком недели в АХЛ. Джонни был вызван в основной состав «Мишек» 1 декабря 2008 года и дебютировал за клуб в выигранном матче против «Тампы-Бэй Лайтнинг» 4 декабря 2008 года. Затем Бойчак вернулся в «Провиденс» до конца сезона, где был признан прорывом года, а также получил приз «Эдди Шор Эворд» как лучший защитник АХЛ, забив 20 шайб и отдав 46 голевых передач. Также попал в Первую пятёрку звёзд АХЛ в сезоне 2008/09.
Несмотря на то, что первый месяц сезона 2009/10 защитник был вынужден пропустить из-за травмы, он сумел закрепиться в составе «Бостона» и заслужил новый двухлетний контракт с клубом на $ 3,75 млн.
На 20-й секунде шестого матча финальной серии Кубка Стэнли 2011, в которой «Бостон» встречался с «Ванкувер Кэнакс», игрок «Косаток», Мэйсон Рэймонд, попался на силовой приём Джонни Бойчака, после которого не смог продолжить матч. После медицинского обследования стало ясно, что он получил перелом шейного позвонка и выбыл из строя на несколько месяцев. НХЛ не применила никаких штрафных санкций к Бойчаку, посчитав его силовой приём чистым. Кубок Стэнли в седьмом матче выиграли «Брюинз». Полностью восстановиться после этой травмы и вновь выйти на лёд в составе «Кэнакс» Рэймонд смог лишь в декабре 2011 года.
Во время локаута в сезоне 2012/13 Бойчак отправился играть в Австрийскую хоккейную лигу за команду «Ред Булл». В 15 матчах он набрал 8 очков (2+6).
4 октября 2014 года «Бостон» обменял Бойчака в «Нью-Йорк Айлендерс» на два выбора во вторых раундах драфта: в 2015 (Брэндон Карло) и 2016 (Райан Линдгрен) годах.
12 марта 2015 года Бойчак продлил контракт с «Айлендерс» на 7 лет (до конца сезона 2021/22) на сумму $ 42 млн.
25 ноября 2020 года объявил о завершении карьеры из-за травмы глаза, полученной в матче с «Монреаль Канадиенс» 4 марта 2020 года.

### Карьера в сборной
Выступал за юниорскую сборную Канады на чемпионате мира 2002 года, на котором канадцы заняли лишь 6-е место.

## Статистика
| Легенда | Легенда                    | Легенда | Легенда                   | Легенда | Легенда    |
| ------- | -------------------------- | ------- | ------------------------- | ------- | ---------- |
| И       | Количество проведённых игр | Штр     | Штрафное время            | +/−     | Плюс-минус |
| Г       | Голы                       | П       | Голевые передачи          | О       | Очки       |
| -       | Статистика неизвестна      | —       | Статистика не учитывалась |         |            |